# ローレンス・コルウェル・ジュニア
ローレンス・コルウェル・ジュニア（英語: Lawrence Colwell, Jr., 1969年3月1日 - 2004年3月26日）はアメリカ合衆国のシリアルキラー。ネバダ州ラスベガスとオレゴン州で金銭目的や興味本位で計3名を殺害した。死刑判決を受け、2004年3月26日に処刑された。

## 概要
1994年2月14日、共犯の元トップレスダンサー、メリリー・ポールとともに、ホテルの一室で売春婦を性交後タオルで絞殺。殺害後、郊外の砂漠に遺棄。
1994年3月12日、上記共犯に誘惑させた老人を、ホテルの一室で金銭目的で絞殺。現金とクレジットカードを盗んだ。
余罪として、コルウェルはオレゴン州を車で旅しているときに出くわした浮浪者を絞殺し、死体を太い木の枝に引っかけた。その動機として「ちょっとお遊びをやってみたかったのさ」などと供述した。
メリリーは殺人の間もテレビの画面に見入るなど無関心な様子だったという。裁判の結果、コルウェルには死刑、メリリーは終身刑が言い渡された。